# Москва, Черёмушки
«Москва, Черёмушки» — оперетта Дмитрия Шостаковича в 3 действиях, 5 картинах на либретто Владимира Масса и Михаила Червинского. Премьера состоялась в Московском театре оперетты 24 января 1959 года.
В 1962 году в СССР был выпущен снятый по мотивам оперетты фильм «Черёмушки».

## Действующие лица и исполнители
| Партия                                                                                              | Голос   | Исполнитель на премьере в Московском театре оперетты 24 января 1959 года Дирижёр: Григорий Столяров |
| --------------------------------------------------------------------------------------------------- | ------- | --------------------------------------------------------------------------------------------------- |
| Бубенцов Александр Петрович, счастливый москвич                                                     | баритон | В. Чекаров                                                                                          |
| Маша, его жена                                                                                      | сопрано | Н. Куралесина                                                                                       |
| Бабуров Семен Семенович, старый москвич                                                             | бас     | М. Качалов                                                                                          |
| Лидочка, его дочь                                                                                   | сопрано | Т. Шмыга                                                                                            |
| Корецкий Борис, человек без адреса                                                                  | баритон | Н. Рубан                                                                                            |
| Глушков Сергей, шофер                                                                               | тенор   | А. Степутенко                                                                                       |
| Люся, арматурщица                                                                                   | сопрано | А. Котова                                                                                           |
| Дребеднёв Федор Михайлович, персона                                                                 | баритон | А. Ткаченко                                                                                         |
| Вава, персональная жена                                                                             | сопрано | Н. Крылова                                                                                          |
| Барабашкин Афанасий Иванович, управхоз                                                              | баритон | С. Аникеев                                                                                          |
| Курочкин, Курочкина, Мылкин, Мылкина, нервная дама, муза, жена, сосед, соседка, строители, новосёлы |         | |

## Сюжет

### Первое действие

#### Первая картина: «Руками не трогать!»
Зал музея истории и реконструкции Москвы. Экскурсовод Бубенцов дает пояснения группе экскурсантов («Так жили когда-то в Москве москвичи»). Когда все проходят в следующий зал, остается его жена Маша, с которой они мечтают о квартире (дуэт «Когда по улицам брожу»). В зал входят Борис и Сергей, друзья, встретившиеся после долгой разлуки. Борис рассказывает о своей жизни и мечте встретить хорошую девушку (ария «Встречает меня весна»). В зал входит Лидочка, работающая здесь экскурсоводом. Борис безуспешно пытается шутками обратить на себя её внимание. Борис и Сергей уходят, а Лидочка размышляет о своей одинокой жизни («Я в школу когда-то ходила»). Приходит отец Лидочки Бабуров и сообщает, что дом, где живут и они и Бубенцов, обвалился, и поэтому они получили квартиры в Черемушках. Борис предлагает ехать туда на машине Сергея (музыкальная картина «Прогулка по Москве»). Тем временем Бабуров и его жена Вавочка ссорятся из-за отсутствия Сергея, который должен был подать им машину (дуэт «В глаза посмотри мне, моя дорогая»).

#### Вторая картина: «Запишите адрес»
Двор только что отстроенного дома в Черёмушках. Жильцы ожидают управхоза. Персонажи рассказывают о преимуществах разных районов Москвы: Сергей о Марьиной роще, Бабуров — о Теплом переулке, Люся — о Черёмушках. Сергей безуспешно пытается признаться обиженной на него Люсе в любви. Появившийся управхоз Барабашкин отказывается выдать всем ключи под предлогом того, что дом ещё не принят.

### Второе действие

#### Третья картина: «Воздушный десант»
Борис помогает Бабуровым проникнуть при помощи строительного крана в назначенную им квартиру. Пока поднимают Бабурова, Борис развлекает Лидочку (дуэт «Бью челом тебе, красна девица»). Входит Люся, которую Барабашкин прислал заменить скобянку. Бабуровы и Борис решают воспользоваться тем, что дверь открыта, и начать переносить вещи для переезда. Люся мирится с пришедшим Сергеем (дуэт «Мы с ним гуляли за рекой»). Внезапно обрушивается часть стены, входят Барабашкин, Дребеднёв и Вава. Вава решила, что ей нужна четырёхкомнатная квартира, и Дребеднёв приказал сделать её из двух двухкомнатных. Вернувшимся Бабуровым Барабашкин и Дребеднёв заявляют, что квартиры 48, на которую им выдан ордер, не существует.

#### Четвёртая картина: «Тревожный звонок»
Бубенцовы устраиваются в своей квартире. К ним приходят ещё не получившие ключей соседи, которые осматривают квартиру и начинают праздновать новоселье. Люся и Сергей рассказывают о происшедшем с квартирой Бабуровых. Все взволнованно обсуждают создавшуюся ситуацию и решают подать коллективную жалобу. Тем временем Борис обещает Лидочке помочь вернуть квартиру.

### Третье действие

#### Пятая картина: «Волшебные часы»
Площадка, на которой разбивают сквер. Лидочка ждёт Бориса («Уже „Вечерку“ на щите читает сторож в темноте»). Пришедший Борис рассказывает, что хитростью поссорил Дребеднёва с Вавочкой. Все возмущены поступком Бориса (дуэт «Собою одним душа полна»). План Бориса не сработал, но пришедший Дребеднёв всё равно вручает Бабурову ключ от квартиры, так как из-за обращения жильцов его сняли и назначили управхозом, а Барабашкина — дворником. Из-за этого Вавочка бросает Дребеднёва. В финале Борис и Лидочка наконец примиряются.

## Цитирование и аллюзии
В оперетте многократно используются музыкальные цитаты и аллюзии:
- Одна из центральных музыкальных тем оперетты, которая используется в увертюре, песне о Черёмушках и ряде хоровых сцен, основана на песне «Бывали дни веселые».
- В пантомиме, следующей за дуэтом «Когда по улицам брожу», и в интермеццо в финале второго действия пародируется классический балет, в частности «Спящая красавица» Чайковского.
- В песне Лидочки «Я в школу когда-то ходила» используется мотив написанной самим Шостаковичем «Песни о встречном».
- В хоровой сцене, открывающей вторую картину первого действия, используется парафраз цитаты из оперы «Евгений Онегин»:

Позвольте вам представиться: Онегин, ваш сосед!
- Дуэт «Бью челом тебе, красна девица» из начала второго действия включает аллюзии на стиль композиторов Могучей кучки и прямое цитирование ряда народных песен («Во саду ли, в огороде», «Светит месяц», «Ах вы, сени, мои сени»), а также советской песни «Подмосковные вечера».
- В оперетте также использованы мотивы из других произведений Шостаковича: балетов «Болт» (танец после куплетов Барабашкина и Дребеднёва) и «Светлый ручей» (музыкальная картина «Прогулка по Москве»), а также «Антиформалистического райка».